# 대명항
대명항(大明港)은 경기도 김포시 대곶면 대명리에 위치한 어항이다. 2000년 9월 25일 지방어항으로 지정되어 관리되고 있다. 시설관리자는 김포시장이다.
 지방어항이전에는 또는 대명포구로도 불리었다.

## 연혁
- 마을이 ‘대망(이무기)’처럼 바다를 향해 굽이져 있다고 해서 대망고지, 대명꾸지, 대명곶으로 불린 것으로 전해진다.
- 2010년 6월 9일 경기도는 대명항 내에 농수산물직판장을 설치한다고 어항개발계획을 고시했다. 공사기간은 2010년 10월부터 2011년 6월까지이다.[1]

## 어항 구역
대명항의 어항구역은 다음과 같다.

### 수역
동측 염화강 중심부 시 경계선 측
①(N37°38′20.43″, E126°32′35.75″)에서 남동측으로 486m지점
②(N37°38′05.53″, E126°32′42.20″)을 지나 남서측으로 462m지점
③(N37°37′59.61″, E126°32′24.89″)을 거쳐 북서측방향으로 830m지점
④(N37°38′24.34″, E126°32′11.51″)을 지나 북동측방향으로 283m지점
⑤(N37°38′27.96″, E126°32′22.11″)을 연결한 항내의 공유수면 (328,728m2)

### 육역
물양장 등 52,010m2
김포시 대곶면 대명리 551-1 : 9,578m2
김포시 대곶면 대명리 551-3 : 2,033m2
김포시 대곶면 대명리 551-4 : 8,576m2
김포시 대곶면 대명리 551-5 : 5,178m2
김포시 대곶면 대명리 551-6 : 579m2
김포시 대곶면 대명리 551-7 : 2,307m2
김포시 대곶면 대명리 551-8 : 622m2
김포시 대곶면 대명리 551-9 : 622m2
김포시 대곶면 대명리 551-11 : 409m2
김포시 대곶면 대명리 551-13 : 145m2
김포시 대곶면 대명리 551-17 : 111m2
김포시 대곶면 대명리 551-18 : 7,739m2
<추가>
김포시 대곶면 대명리 551-19 : 12,311m2
김포시 대곶면 대명리 487-36 : 1,800m2

## 어항 시설
- 물양장 250m, 호안 475m, 선양장 80m

## 주요 어종
- 꽃게, 간재미, 주꾸미, 삼식이, 망둑어, 새우, 밴댕이 등

## 같이 보기
- 김포함상공원
- 강화초지대교